# Antruido
El Antruido es una tradición popular de origen pagano asociada a la celebración del Carnaval, propia de la Montaña de Riaño en la provincia de León, España.
En Pedrosa del Rey y Siero de la Reina se celebró este Antruido hasta las segunda década del siglo XX. En Crémenes y en La Puerta, hasta la década de los años sesenta del siglo pasado. Lo que sí se mantuvo en muchos pueblos de La Comarca hasta fechas actuales fue La Choza, gran hoguera que se prende en Liegos, y recientemente en Riaño y se hacía en Horcadas, Carande, Tejerina, y muchos pueblos de la zona. El Antruejo y sus personajes se ha recuperado en Riaño en el año 2009, gracias a la memoria privilegiada de Constancio Rodríguez Fernández, de 99 años y natural de Pedrosa del Rey. Uno de los momentos más representativos es la quema de "la choza".

## Celebración
La celebración se lleva a cabo el sábado de carnaval, consistente en un cortejo popularmente conocido como Mojiganga o desfile de zamarrones que recorre las calles de la localidad asustando a niños y mayores o tiznando sus caras con ceniza y golpean con las zambombas, o vejigas de gocho.que, junto a otros personajes, gira en torno a la figura principal del zamarrón.Otros personajes son las damas de antruido, el toro y el torero, la preñada, el oso, el herrero, el ciego,la vieja, el soguero y el zamarrancas.

## La Mojiganga

### El zamarrón
El zamarrón es un personaje ancestral interpretado por uno o varios de los mozos del pueblo, ataviados con pieles de lana de oveja negra sobre chaquetas de lana basta y un gorro ajustado de lana o paño negro. Bajo las pieles visten ropa oscura y botas de cuero negro, cruzando sobre toda la indumentaria dos cinturones de los que cuelgan cencerros conocidos tradicionalmente como lloqueros para hacer el mayor ruido posible. Para cubrir la cara, tiznada de negro, utilizan caretas y caperuzas que pueden ir acompañadas de cuernos de vaca o, en caso de no disponer de ellos, varas de madera talladas.
Acompañando esta indumentaria portan vejigas hinchadas de cerdo atadas a palos para golpear a la gente y un cuerno conocido como turullo para acompañar el ruido de los cencerros.

### Otros personajes
Acompañando a los zamarrones, principales protagonistas de esta tradición, las calles de la localidad son recorridas también por otros personajes típicos de la mojiganga:
- El toro, encargado de embestir a la gente.
- El torero, quien da capotazos y persigue al toro.
- Las damas, alegoría a la fertilidad.
- El oso, simbolizando el mal.
- La vieja, simbolizando el año que se ha ido.
- El ciego, dando palos de ciego con su bastón a todo el que encuentra.
- La preñada, generalmente interpretada por un hombre que simula un parto del que resulta un animal.
- El herrero. Golpea a la gente con un gran martillo.
- El soguero. Con una gran soga va atando las faldas de las mozas.

## Cultura gastronómica
Al final de la mogiganga se invita a todos los presentes a frixuelos con chocolate y en los restaurantes de la zona, ese día, se ofrece el tradicional cocido de arvejos, nombre autóctono de una variedad de guisante de la comarca. 

### El cocido de arvejos
Con ocasión de la Fiesta del Antruido cada sábado anterior al martes de carnaval, en Riaño(Región Leonesa), se lleva a cabo la promoción y puesta en valor de un plato autóctono, típico de la Montaña de Riaño, que con el paso de los años había ido quedando relegado en el olvido. Una delicia gastronómica desconocida para el gran público, incluso dentro de las propias tierras de la Región Leonesa, de donde es originario.
Antiguamente era un plato cotidiano de las gentes de la Montaña Leonesa de Riaño, y aún hoy se sigue cultivando el arvejo, sobre todo en la subcomarca de Tierra de la Reina, y cocinándose en sus hogares, aunque de una manera menos habitual que antaño. En el año 2015 por primera vez se envasó y comercializó en saquines de un kilo.
El arvejo es una  legumbre autóctona de esta Comarca. 
Pero aunque son el producto que da nombre al cocido, no es ni mucho menos, el único ingrediente.
El resto de los productos naturales se obtienen de la base alimenticia de los habitantes de esta Montaña; los productos de la matanza, el pan, el nabicol, y las manzanas de los huertos.
Este Cocido, tradicional de la montaña de Riaño. ¿En que orden se sirve el cocido de arvejos?
En primer lugar tenemos la sopa de arvejos. Sopa con el color característico del caldo resultante de la cocción de los arvejos. Una vez migado en una cazuela de barro el pan de hogaza, como para sopas, se añade sobre él, el caldo citado. 
En segundo lugar se sirven los arvejos en una fuente, acompañados del nabicol, nabo característico de esta Montaña de Riaño.
En tercer lugar se pondrá sobre la mesa la fuente de barro con las costillas, espinazo, morro, pata, lengua, el chorizo, el tocino, y la oreja, para que cada comensal se sirva a su gusto. Todo ello, producto adobado y curado al humo.
La androja es un embutido típico de esta Montaña, hecho a base de grasa de gocho,  harina y pimentón, metido en saquines de tela de unos 100 gramos, y cocido como las morcillas. Se come untándolo con tocino sobre el pan.
Para terminar, se degusta de postre las manzanas asadas, que era la fruta disponible en estos pueblos.

## Orígenes

### Etimología
El catedrático de Geografía e Historia Emilio Martín Serna menciona que el origen del término «antruejo», así como otras variedades dialectales usadas en el noroeste peninsular, en este caso antruido, para referirse al periodo anterior a la Cuaresma, está en el término del latín introitus (entrada, preludio), aplicado en este caso a la llegada de la primavera y el resurgimiento de la vegetación. Si bien la opinión popular documentada, asocia el término zamarrón a la vestimenta de la zamarra (nombre autóctono de la prenda de abrigo que viste el personaje), este término podría resultar como forma alternativa de «zaharrón», con origen en al árabe sokhara, 'burlón' o sokhra, máscara.

### Evolución histórica
Al igual que en el resto de celebraciones similares que se engloban dentro de las mascaradas de invierno el origen de las mismas es controvertido, pero éste podría estar asociado a las  saturnales, calendas y, principalmente, las  lupercales, celebradas en honor al dios Fauno Luperco, todas ellas celebraciones de la antigua Roma en las que, entre otros rituales, se sacrificaban animales considerados impuros para posteriormente ataviarse con sus pieles e impregnarse con su sangre como símbolo de purificación y fertilidad en preparación para la primavera.
Durante la primera mitad primer milenio la Iglesia intentó erradicar en varias ocasiones la celebración de mascaradas paganas. A comienzos de la  Edad Media empezaron a asimilarse al cristianismo a través del carnaval como preludio al recogimiento y penitencia propios de la Cuaresma.